# Xa lát Taco
Xa lát taco là một món ăn Tex-Mex kết hợp các nguyên liệu được sử dụng trong món taco Tex-Mex. Món ăn bắt nguồn từ Texas trong những năm 1960.

## Thành phần
Món salad được phục vụ với lớp vỏ bánh tortilla bằng bột chiên xù, được nhồi với rau diếp băng cắt nhỏ và phủ lên trên là cà chua thái hạt lựu, pho mát Cheddar cắt nhỏ, kem chua, guacamole và salsa. Món salad được phủ bên ngoài với thịt taco (thịt bò xay), thịt gà xé nhỏ hoặc đậu tẩm gia vị và/hoặc cơm Tây Ban Nha dành cho người ăn chay.